# Страна городов (Южный Урал)

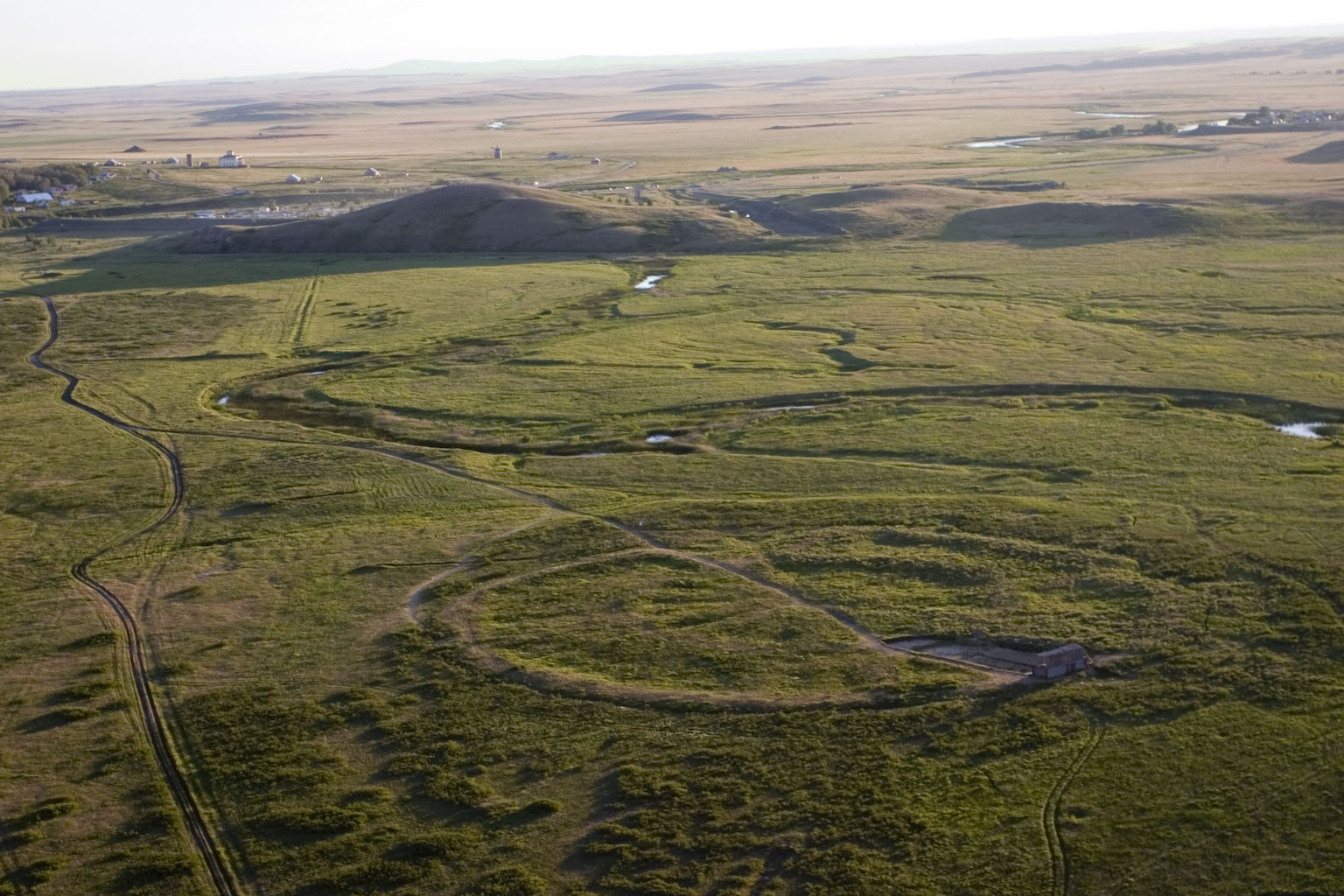
Панорама окрестностей Укреплённого поселения Аркаим

Страна городов — условное название территории на Южном Урале, в пределах которой найдены древние городища синташтинской культуры эпохи средней бронзы (около 3-2 тысяч лет до нашей эры). В исторической науке называется «Волго-уральским очагом культурогенеза». Самым известным городищем «страны городов» является Аркаим.

## История открытий
Городища обнаружены в 1960-х — 1980-х гг. Одним из первых (в 1968 году) было найдено городище у реки Синташта (приток Тобола), благодаря чему и само найденное городище получило имя означенной южноуральской речки. Вскоре после обнаружения других городищ археологи стали использовать термин «Синташтинская культура». Ряд учёных, в том числе Г. Б. Зданович, отделяют её от Андроновской культуры.
Многие городища были повреждены из-за хозяйственной деятельности, но Аркаим удалось спасти. Предполагалось создание водохранилища, которое должно было затопить территорию Аркаима. В 1980-х годах начались работы по отсыпке грунтового вала водоподпорной стены между горами Змеиная и сопкой Грачиная, но общественные движения добились остановки и отмены этого проекта.

## Описание
«Страна городов» расположена на территориях Челябинской области, Оренбургской области, Башкортостана Российской Федерации и северного Казахстана. Городища разбросаны по территории диаметром 350 километров. Многие городища найдены с помощью аэрофотосъёмки. На данный момент в большинстве городищ не производились археологические раскопки.
Все найденные городища объединяет схожий тип строения, организации городской инфраструктуры, строительные материалы, время существования, а также одинаковая топографическая логика. Древние города имели округлую или овальную форму, были обнесены внешней стеной. К стене примыкали общественные и личные помещения. Внутри каждого из городов имелась ливневая канализация, выводившая воду за пределы города. Рядом с городами организовывались могильники, сооружались загоны для животных. На территории «страны городов» были найдены места добычи сырья для металлургии.
Все укреплённые поселения делались в трёх разных формах:
- круглые (8-9 городов)
- овальные (около 5)
- прямоугольные (около 11)

Термин «Страна» наилучшим образом характеризует это расположение городов. Помимо того, что все найденные города построены на компактной территории в один и тот же период времени, в одном архитектурном стиле и с применением одних и тех же инженерных решений, схожих материалов, просматриваются и другие объединяющие свойства. Города Синташтинской культуры населяли люди одного этноса и вели схожую хозяйственную деятельность. Неизвестно, каковы были политические взаимоотношения между городами внутри «страны». Города располагались на расстоянии до 70 км друг от друга, что подходило для однодневного перехода от одного населенного пункта к другому. Подобное расположение населенных пунктов позволяло удобно вести хозяйственные взаимоотношения, будь то торговля, перемещение сырья или переезд специалистов, а для военных целей обеспечивать подход подкреплений к месту возникновения угрозы.

### Уникальность
По целому ряду причин городища являются уникальными памятниками археологии
- Возраст памятников, — самому молодому из них 3700 лет, что сравнимо с древними Египетскими пирамидами;
- Тип поселения — город. Из прочих найденных древних памятников очень мало именно городов. В основном находят иные следы человеческой деятельности, курганы, захоронения (см. Бронзовый век, Археологическая культура);
- Поселения сооружались сразу как города, а не развивались из поселений;
- Каждый город — это единый комплекс помещений (обычно города состоят из обособленных зданий, строящихся в разные периоды времени)
- На планете пока не обнаружены другие поселения (в том числе древние) с подобным городским устройством и архитектурой;

Также:
- Отличие от других культурных пластов степей Евразии;
- Самая древняя из найденных колесниц (датирована 2026-м годом до нашей эры);
- Продукты развитой для того времени металлургии;
- Достаточно совершенные гидротехнические сооружения: плотина, запруда, отводные каналы (Синташта) и ливневая канализация (Аркаим).

## Городища
- Аркаим — Брединский район (Челябинская область), на мысе реки Большая Караганка. Найден в 1987 г. (предварительное обнаружение 1957 г.). Форма: круглая.
- Укреплённое поселение Аландское — Кваркенский район (Оренбургская область), на мысе левого берега реки Суундук (обнаружено в 1987 г., форма: овальная, яйцеобразная).
- Укреплённое поселение Андреевское — Брединский район (Челябинская область), на полуострове левого берега реки Синташта. Обнаружено 1990 г. при анализе аэрофотосъемки. Форма: прямоугольная.
- Укреплённое поселение Берсуат — Брединский район (Челябинская область), на левом берегу реки Берсуат, в области впадения небольшого притока Ягодный Дол. Обнаружено 1987 г. (при анализе аэрофотосъемки совершенной 1957 г.) Форма: овальная. Размеры: 200×150 м.
- Укреплённое поселение Бахта — Агаповский район (Челябинская область), на левом берегу реки Гумбейка (на мысе образованном Гумбейки и древним руслом реки Бахта). Обнаружено в 2000 г. (при анализе аэрофотосъемки, совершенной в 1955 и 1956 г.). Форма: квадратная. Размеры: 165×165 м.
- Укреплённое поселение Журумбай — Карталинский район (Челябинская область), на правом берегу реки Карагайлы-Аят (на мысе образованном рекой Карагайлы-Аят и её притоком — ручьем Журумбай). Обнаружено в 1987 г. при анализе аэрофотосъемки.
- Комплекс укреплённых поселений Исиней — Варненский район (Челябинская область), на правом берегу реки Караталы-Аят. Обнаружено в 1991 г. при анализе аэрофотосъемки.
- Укреплённое поселение Каменный Амбар (Ольгинское) — Карталинский район (Челябинская область), на левом берегу реки Карагайлы-Аят. Обнаружено в 1982 г. при анализе аэрофотосъемки.
- Укреплённое поселение Камысты — Северный Казахстан, на левом берегу реки Камысты-Аят. Обнаружено в 1991 г. при анализе аэрофотосъемки. Памятник сильно разрушен, находится под хозяйственными постройками.
- Укреплённое поселение Кизильское — Кизильский район (Челябинская область), на правом берегу реки Урал. Обнаружено в 1968 г. (есть информация об обнаружении в 1948 г.).
- Укреплённое поселение Коноплянка — Карталинский район (Челябинская область), на правом берегу реки Акмулла (верховья реки Карагайлы-Аят). Обнаружено в 1988 г. при анализе аэрофотосъемки.
- Укреплённое поселение Куйсак Кизильский район (Челябинская область), на правом берегу реки Зингейка. Обнаружено в 1987 г. при анализе аэрофотосъемки.
- Укреплённое поселение Париж (Астафьевское) Нагайбакский район (Челябинская область), на правом берегу реки Кизил-Чилик. Обнаружено в 2002 г. при анализе аэрофотосъемки.
- Укреплённое поселение Родники Карталинский район (Челябинская область), на правом берегу реки Акмулла (верховья реки Караталы-Аят). Обнаружен во в 1987 г. при анализе аэрофотосъемки.
- Укреплённое поселение Сарым-Саклы — Кизильский район (Челябинская область), на правом берегу реки Зингейка. Обнаружен во в 1987 г. при анализе аэрофотосъемки.
- Культурно-исторический комплекс Синташта — Брединский район (Челябинская область), на левом берегу реки Синташта. Обнаружен в 1972 г. (встречается 1968 г.).
- Укреплённое поселение Синташта 2 (Левобережное) — Брединский район (Челябинская область), на левом берегу реки Синташта. Обнаружен в 1990 г. при анализе аэрофотосъемки.
- Укреплённое поселение Степное — Троицкий район (Челябинская область), на левом берегу реки Уй. Обнаружен в 1987 г. при анализе аэрофотосъемки.
- Укреплённое поселение Устье — Карталинский район (Челябинская область), на правом берегу реки Нижний Тогузак вблизи устья реки Кисинет. Обнаружен в до 2004 г.
- Укреплённое поселение Чекатай — Варненский район (Челябинская область), на восточном берегу озера Чекатай. Обнаружен в 1991 г. при анализе аэрофотосъемки.
- Укреплённое поселение Черноречье 3 — Троицкий район (Челябинская область), на острове у впадения реки Черная в реку Уй, рядом с деревней Черноречье, обнаружен 1977 г.

Другие:
- Никольская 1
- Петровка 2
- Боголюбово 1
- Стрелецкое 1 Троицкий район[1]

## В эзотерике и псевдонауке
Образ Аркаима и «Страны городов» получил популярность в среде эзотериков, экстрасенсов, уфологов, националистов, неоязычников и в работах, признанных научным сообществом псевдоисторическими. В эзотерической и псевдонаучной интерпретации Аркаима выделяются две основных идеи: славянская («арийская») этническая принадлежность «синташтинцев» («славяно-арии», русы, русские) и феноменальный уровень технологического, социального и «духовного» развития «аркаимцев». Эти идеи не согласуются с научными данными.